# Belleville-sur-Meuse
Belleville-sur-Meuse é uma comuna francesa na região administrativa de Grande Leste, no departamento de Meuse. Estende-se por uma área de 10,16 km². Em 2010 a comuna tinha 3 119 habitantes (densidade: 307 hab./km²).